# Terror en la boira
Terror en la boira (títol original: The Fog) és una pel·lícula de terror estatunidenca, dirigida per Rupert Wainwright, estrenada l'any 2005. És el remake del film del mateix nom de John Carpenter estrenat l'any 1980, però amb un angle de « film de terror per a adolescents ». La música original és composta per Graeme Revell. El film va ser un fracàs de crític però un èxit al box-office. Ha estat doblada al català.

## Argument
1871, un vaixell naufraga a l'alçada de l'illa d'Antonio Bay. La tripulació desapareix amb el vaixell. No es tracta d'un accident, però els quatre culpables veuen el seu espantós crim dissimulat per una estranya broma.
Més d'un segle més tard, el passat torna a la superfície i una misteriosa boira envaeix l'illa. Davant dels espantosos morts que es multipliquen, els habitants aterrits han d'afrontar la maledicció dels que volen venjar-se. Si el misteri roman, no hi haurà pau. Sense la veritat, ningú no sobreviurà. Blake i la seva tripulació de fantasmes sembraran el terror.

## Repartiment
- Tom Welling: Nicolas "Nick" Castle
- Maggie Grace: Elizabeth Williams
- Selma Blair: Stevie Wayne
- DeRay Davis: Spooner
- Kenneth Welsh: Tom Malone
- Adrian Hough : Pare Malone
- Sara Botsford: Kathy Williams
- Cole Heppell: Andy Wayne
- Mary Black: tia Connie
- Jonathon Young: Dan, el senyor del temps
- R. Nelson Brown: Machen
- Rade Šerbedžija: el capità William Blake
- Christian Bocher: el pare fundador Malone

## Rebuda
El film va ser pobrament rebut per les crítiques i els fans. El film va rebre ressenyes negatives a causa de la seva història i dels seus elements diferents del film original. Fog ha estat generalment considerat com un remake no-encertat del film de John Carpenter, però ha tingut bones recaptacions al box-office, ja que, produït amb un pressupost d'aproximadament 18 milions de dòlars, ha informat 46 milions de dòlars al món. Obté una mitjana d'1.5/5 a AlloCiné.

## Crítica
- "Moderadament terrorífica aquí i allà. No segueix totes les regles de les pel·lícules de terror (per exemple, el noi negre sempre mor el primer). I el repartiment és atractiu"[2]
- "Vaig estar en suspens durant tota la pel·lícula, temorós de trobar-me amb la resposta a l'enigma principal: Per què algú voldria fer un remake d'una pel·lícula tan horrible? (...) Puntuació: ★ (sobre 4)."[3]